# Théâtre-Italien

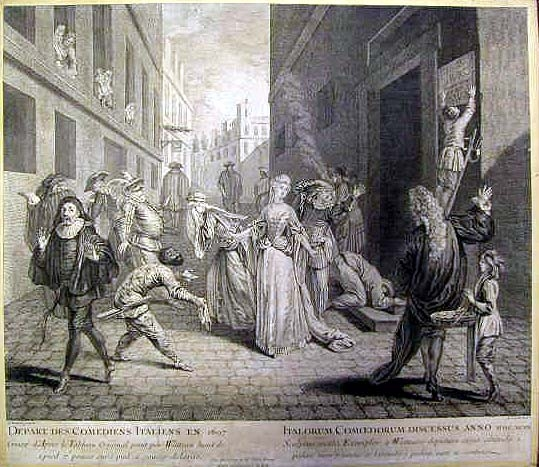
Départ des comédiens italiens en 1697, Stich von L. Jacob nach Watteau.

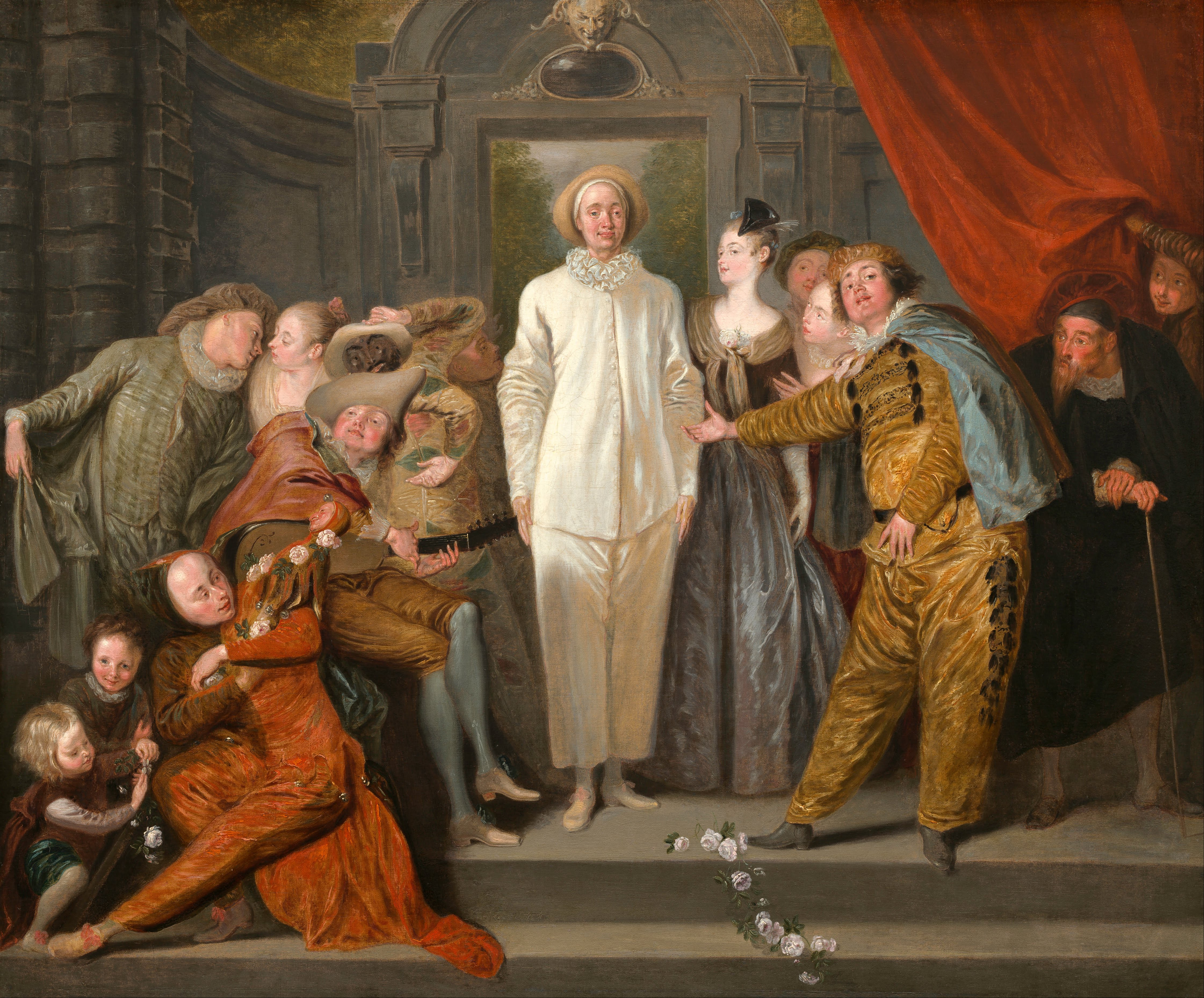
Watteau: Les comédiens italiens (1720).

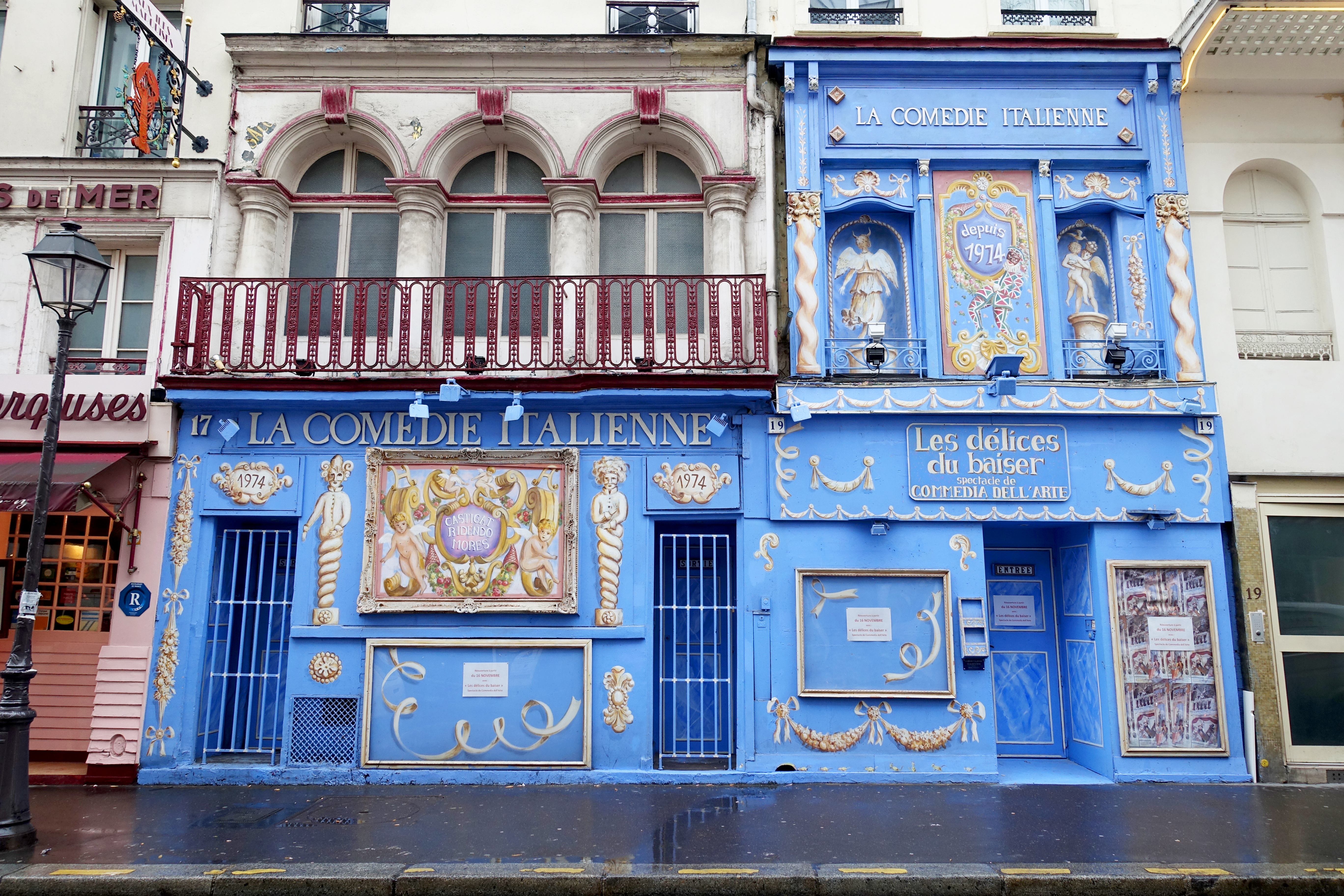
Théâtre de la Comédie-Italienne.

Das Théâtre-Italien oder die Comédie-Italienne war eine Pariser Theater- und Opern-Institution des 18. und 19. Jahrhunderts, die in verschiedenen Häusern spielte.

## Geschichte
Die ersten Opern, die in Paris (seit der Mitte des 17. Jahrhunderts) gespielt wurden, waren Werke in italienischer Sprache, aber zugunsten der französischen Oper verlor die italienische dann zunächst an Bedeutung, zumal man die Académie Royale de Musique begründete. Trotzdem kamen im Laufe des 18. Jahrhunderts italienische Sänger nach Paris. Im Jahr 1752 kam es anlässlich der Aufführungen von Pergolesis Opera buffa La serva padrona zum Buffonistenstreit, einem Disput über den Vorrang innerhalb französischer und italienischer Musiktraditionen.
Im Jahre 1787, nach dem besonderen Erfolg einer Truppe italienischer Sänger, kam die Idee der Einrichtung einer stehenden Theatergruppe für die „Opera buffa“ in Paris auf. Diese Initiative wurde im Januar 1789 mit der Gründung des Théâtre de Monsieur umgesetzt, einem Unternehmen, das bald unter dem Patronat des Grafen von Provence (später: Ludwig XVIII.) stand, dem Bruder des Königs. Erste Aufführungen gab es im Theater des Palais des Tuileries, noch bevor das Théâtre Feydeau bestand. Doch im Jahre 1792 schloss dieses Theater nach dem Weggang des Unternehmens.
Das Théâtre-Italien de Paris wurde 1801 neu begründet, diesmal für die Darbietung von Opere serie und Opere buffe. Das neue Unternehmen übernahm das Theater in der Salle Favart, anschließend in der Salle Louvois. 1808 wechselte das Ensemble an das Théâtre de l’Odéon, das damals unter dem Schutz der Kaiserin stand (Théâtre de l’Impératrice), und blieb dort bis 1815.
Zur Restaurationszeit der Bourbonen plante König Ludwig XVIII., das Theater der Sopranistin Angelica Catalani zu überlassen, doch die Herrschaft der hundert Tage unterbanden die Pläne des Königs. Die Ensemblemitglieder blieben daher etwas länger am Théâtre de l’Impératrice. Nach der Wiedereinsetzung König Ludwigs XVIII. kam die Catalani mit ihrer Truppe. Doch schon bald ging sie auf eine Reise durch ganz Europa, so dass das Theater von Ferdinando Paër übernommen werden konnte.
1818 wurde das königliche Privileg der Catalani aufgehoben und das Theater geschlossen. Es wurde dann als „Théâtre royal italien“ unter dieselbe Verwaltung gestellt wie die Academie Royale de Musique, wobei die Institutionen ihre Eigenständigkeit behielten. Diese Organisationsstruktur hielt jedoch nur bis 1827, als das Theater den Beinamen „königlich“ einbüßte.
Das Théâtre-Italien spielte ansonsten Werke von Paër, Mozart, Cimarosa, vor allem die Opern von Gioacchino Rossini, der 1823 nach Paris gekommen war. Auch die Premiere von Rossinis Stabat Mater fand hier statt. Das Théâtre-Italien produzierte auch Werke von Giacomo Meyerbeer und Giuseppe Verdi, im Jahr 1878 schloss es seine Pforten. Trotzdem gab es anschließend noch italienisches Theater und Oper in Paris, etwa im Théâtre de la Gaîté oder dem Théâtre du Châtelet, vor allem aber in der Opéra.
Im Schauspielsektor erwarb sich das Théâtre-Italien große Verdienste um die Werke William Shakespeares, die das Pariser Publikum hier kennenlernte.